# 大阪狹山市
大阪狹山市（日语：／ Ōsakasayama shi */?）是位於日本大阪府東南部的城市，為大阪市和堺市的臥城，在轄內南部為自1960年代開始開發的狹山新市鎮。

## 歷史
本地在令制國時代屬於河內國丹比郡，過去被稱為狹山鄉，「狹山」之名源於本地位於羽曳野丘陵和河泉丘陵之間狹窄的地形。
境內的狹山池在8世紀完成的史書古事記及日本書紀皆有記載，據考證約完成於飛鳥時代的616年，為日本最古老的水庫形式的人工蓄水池。
1591年，本地被豐臣秀吉封給後北條氏的北條氏規，其子北條氏盛此後先後繼承了此地及其伯父北條氏直的領地，成為領有1萬1千石的大名，由於藩廳設於本地，因此稱為狹山藩。但現在的大阪狹山市轄區除了屬於狹山藩外，也有部分區域屬於小田原藩、館林藩、丹南藩、旗本領，在江戶時代結束後，這些區域先後被併入堺縣，並在1889年實施町村制後分屬狹山村和三都村兩個行政區劃，這兩個村先在1931年合併，1951年升格為狹山町，1987年再升格為市，但由於當時在埼玉縣已有狹山市，因此本市在升格為市的同時更名為大阪狹山市。

### 變遷表
| 1889年4月1日 | 1889年 - 1926年 | 1926年 - 1944年            | 1945年 - 1954年     | 1955年 - 1988年          | 1989年 - 現在            | 現在                     |
| ------------ | --------------- | -------------------------- | ------------------- | ------------------------ | ------------------------ | ------------------------ |
| 狹山村       | 狹山村          | 1931年6月16日 合併為狹山村 | 1951年4月1日 狹山町 | 1987年10月1日 大阪狹山市 | 1987年10月1日 大阪狹山市 | 1987年10月1日 大阪狹山市 |
| 三都村       |                 | 1931年6月16日 合併為狹山村 | 1951年4月1日 狹山町 | 1987年10月1日 大阪狹山市 | 1987年10月1日 大阪狹山市 | 1987年10月1日 大阪狹山市 |

## 行政

### 歴任市長
| 屆 | 姓名     | 就任期間                | 備註                                             |
| -- | -------- | ----------------------- | ------------------------------------------------ |
| 1  | 吉川悦次 | 1987年10月 - 1992年10月 | 自1962年9月開始擔任町長，包含町長共擔任8屆30年。 |
| 2  | 酒谷忠生 | 1992年11月 - 1999年2月  | 於第二任日其中去世。                             |
| 3  | 井上武   | 1999年4月 - 2003年4月   |                                                  |
| 4  | 吉田友好 | 2003年4月 - 2015年4月   |                                                  |
| 5  | 古川照人 | 2015年4月 - 現任        |                                                  |

## 交通
南海電氣鐵道高野線自轄區東部通過，由於金剛新市鎮及狹山新市鎮的緣故，金剛車站成為轄內最主要的車站。

### 鐵路
- 南海電氣鐵道
  -  高野線：（←堺市） - 狹山車站 - 大阪狹山市站 - 金剛車站 - （富田林市→）

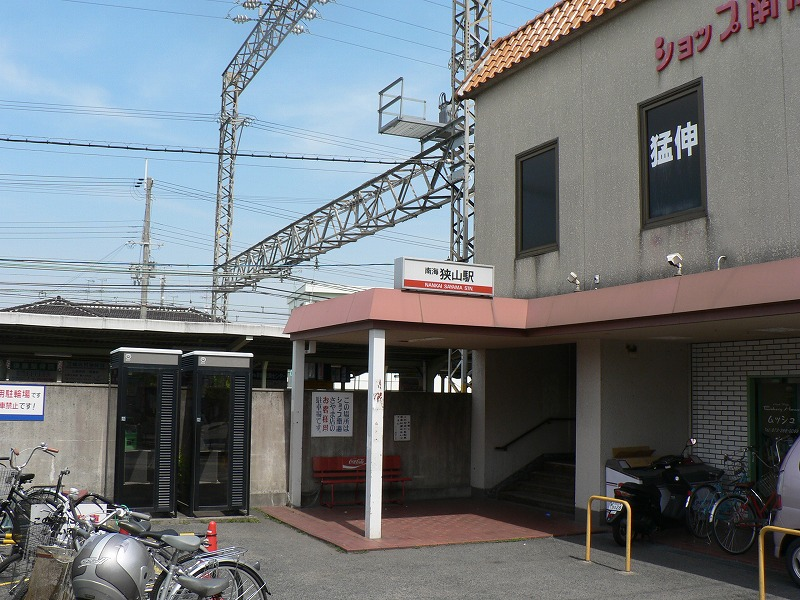
狹山車站
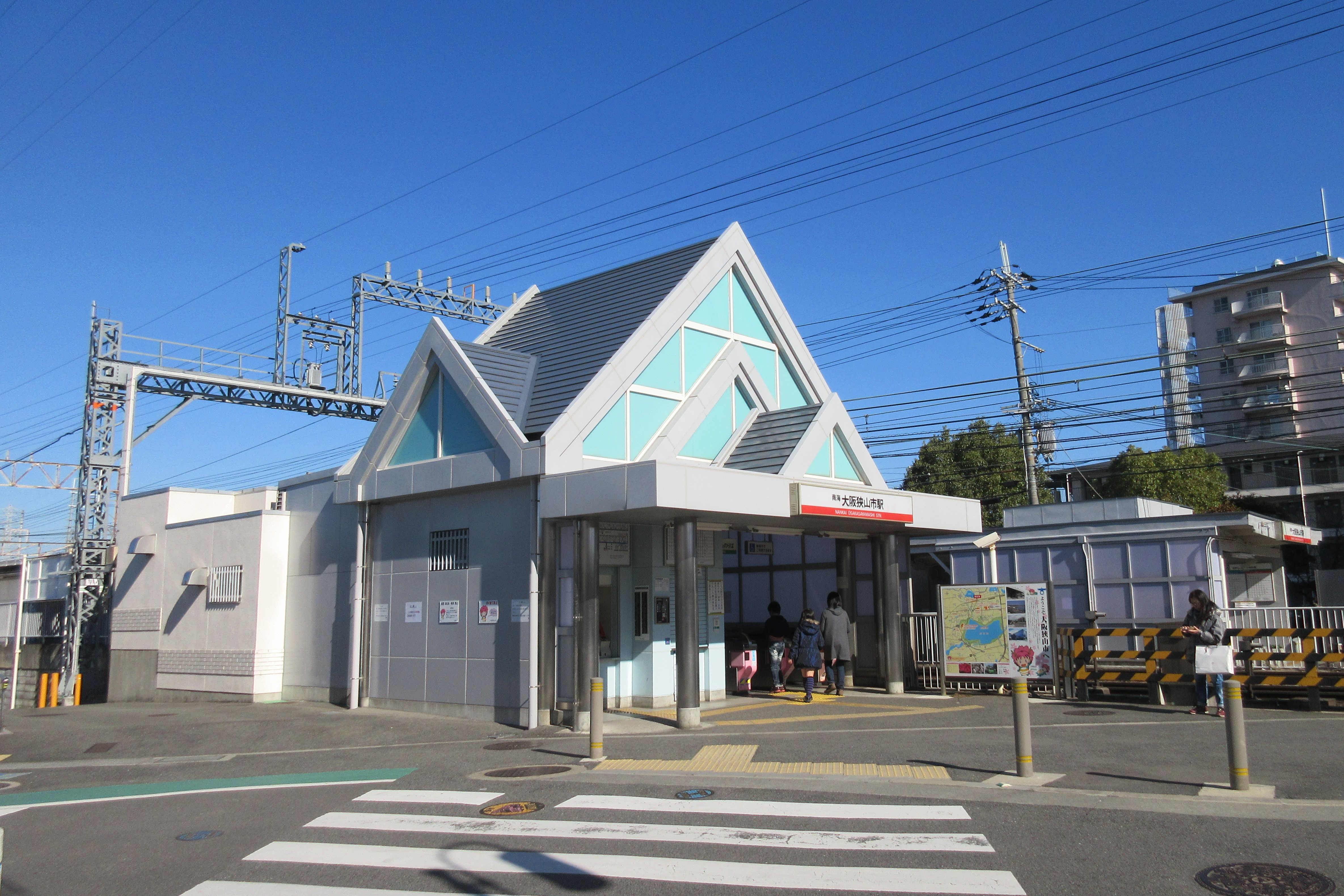
大阪狹山車站
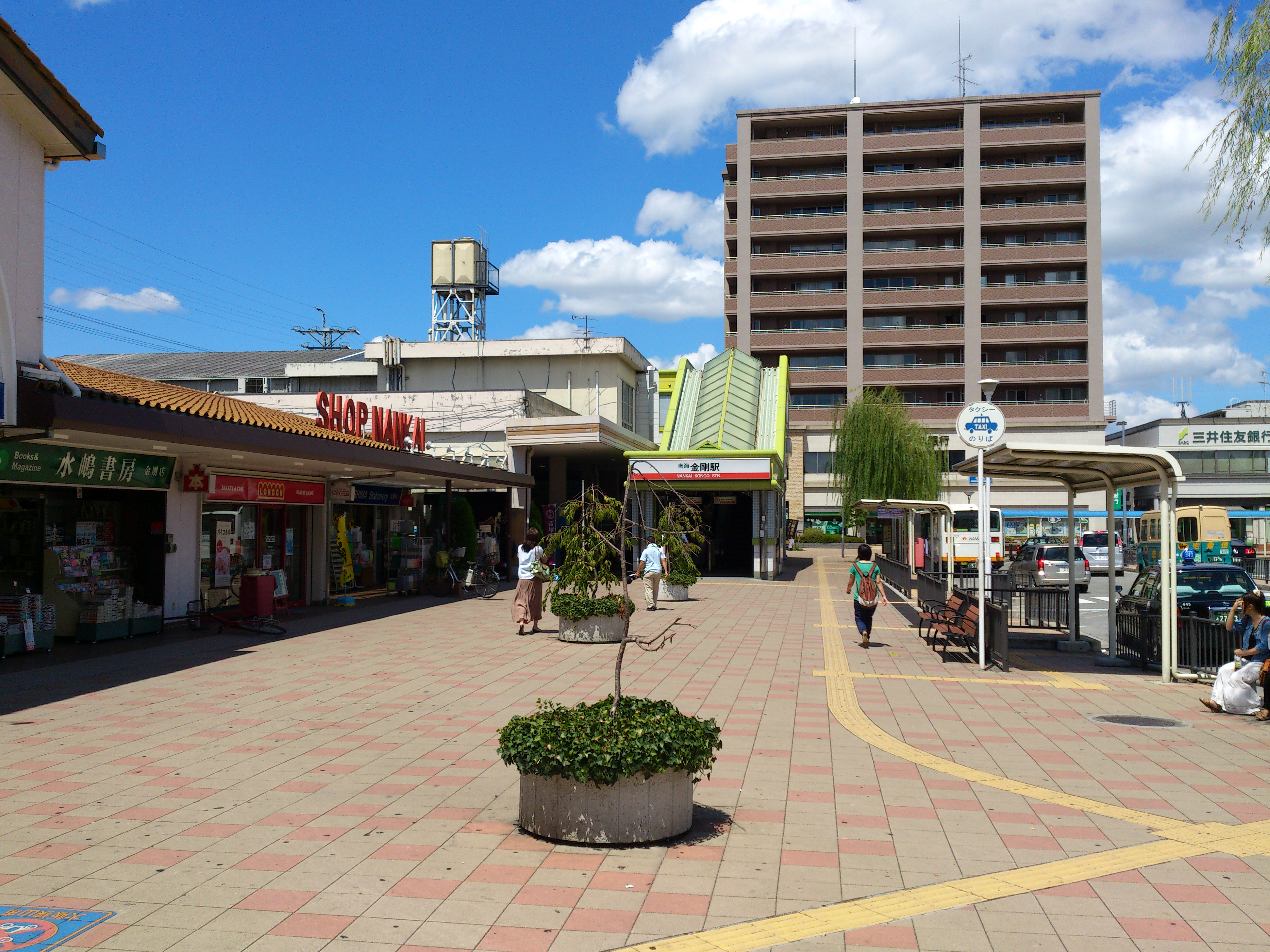
金剛站東出口

## 觀光資源

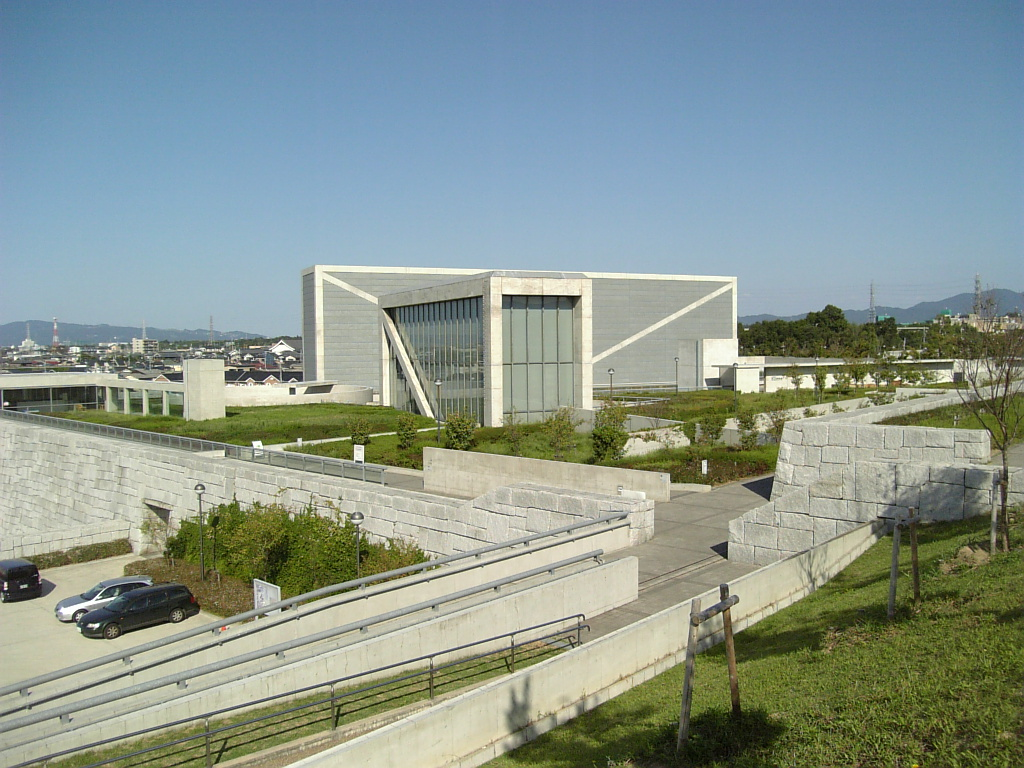
狹山池博物館外觀

轄內的狹山池由於是日本最古老的水庫形式的人工蓄水池，現已被列為國家史跡，在池的北側建有大阪府立狹山池博物館，博物館建築由安藤忠雄所設計，館內除介紹狹山池的歷史，也介紹狹山本地的歷史文物資料。
過去轄內在狹山池東側曾有成立於1938年的狹山遊樂園，此地過去原為狹山藩政治中心狹山陣屋所在地，狹山藩藩主北條氏後代為活化地區，將土地贈出，由南海電氣鐵道經營遊樂園，過去極盛時期一年入園旅客數量曾達到54萬人次，也因此相鄰此地的鐵路車站大阪狹山市車站在當時也曾一度被命名為「狹山遊園前車站」；但之後由於旅遊的多樣化，造成來園人數逐漸降低而虧損，最終在2000年停止營業，此地現留有部分地區做為「狹山公園」對外開放。

## 教育
轄內的高等教育學校都是配合狹山新市鎮開發所設立的大學，包括由帝塚山學院成立的帝塚山學院大學，和近畿大學醫學部所在的大阪狹山校區。

## 姊妹、友好城市

### 日本
- 日高川町（和歌山縣）
2000年5月與美山村（日语：美山村 (和歌山県)）締結為友好都市，美山村後於2005年合併為現在的日高川町。

### 海外
- 安大略（美國俄勒冈州馬盧爾郡）
兩地於1974年締結為姊妹城市。

## 本地出身之名人
- 田村龍弘：棒球選手
- 小谷祐喜（日语：小谷祐喜）：足球選手
- 小池徹平：歌手、演員

## 外部連結
- （日語） 大阪狹山市政府的Facebook專頁
- （日語） YouTube上的大阪狹山市頻道
- （日語） 狹山池導航 （页面存档备份，存于）